# 타라이회색랑구르
타라이회색랑구르 (Semnopithecus hector)는 랑구르 중의 하나로 구세계원숭이의 일종이다. 이들은 다른 회색랑구르처럼 잎을 먹는 원숭이다. 인도의 쿠마운에서부터 네팔의 하자리아 구까지 분포한다. 학명은 여러 회색랑구르속(Semnopithecus)의 종들처럼 카슈미르회색랑구르(Semnopithecus ajax)와 회색술랑구르(Semnopithecus priam)와 같이 일리아드의 등장 인물 이름에서 유래했다.